# Tinticita
La tinticita es un mineral del grupo de los fosfatos, un fosfato de hierro con hidroxilos, hidratado. Fue descrita como una nueva especie a partir de ejemplares procedentes de una cueva en rocas calizas situada cerca de la mina de Tintic Standard, en Tintic, Utah (USA), que consecuentemente es su localidad tipo. El nombre del mineral hace referencia al de la localidad en la que se encontró.

## Propiedades físicas y químicas
La tinticita se encontró en la localidad tipo como costras de color blanco-crema y aspecto aporcelanado, asociada a jarosita y limonita, formadas por microcristales tabulares interpenetrados de un tamaño individual de alrededor de una micra. La composición presenta cierta variabilidad, y en la encontrada en Bruguers, Gavá (Barcelona), España, se señaló la presencia de una cierta cantidad de vanadio en forma de vanadato, proponiendo una fórmula distinta a la determinada en la descripción original. La estructura cristalina también ha sido discutida. Originalmente se propuso una simetría rómbica, posteriormente monoclínica y en un estudio posterior triclínica, que actualmente se considera definitiva. La fórmula ideal considerada actualmente como correcta es Fe3+3(PO4)2(OH)3·3H2O.

## Yacimientos
La tinticita es un mineral bastante raro, que se ha encontrado en una veintena de localidades en todo el mundo. Además de en la localidad tipo y en la mina Elvira, en Bruguers, se ha encontrado también en otras localidades de la provincia de Barcelona, en España,  la cantera del Turó de Montcada, en Montcada y Reixac, y la mina La Abundancia, en Malgrat de Mar. En la mina Gold Quarry Mine,  Carlin Trend,  condado de Eureka,  Nevada,  USA, se ha encontrado tinticita como esferillas formadas por agregados de microcristales, con parte del hierro sustituido por aluminio.